# Шимосе, Педро
Педро Шимо́се Каваму́ра (исп. Pedro Shimose Kawamura; род. 30 марта 1940, Риберальта, Бени, Боливия) — боливийский поэт, журналист, эссеист и профессор. Живёт и работает в Мадриде (Испания).
Выходец из семьи японских эмигрантов, Шимосе сумел ярко отразить ведущие мотивы боливийского художественного сознания. Считается одним из величайших поэтов Боливии. 

## Биография
Шимосе родился в 1940 году в семье японско-боливийских родителей в городе Риберальта в равнинном департаменте Бени.
Учился в Высшем университете Сан-Андреса в Ла-Пасе, окончил также Мадридский университет Комплутенсе в Испании.
Он специализировался на журналистике и некоторое время работал в газете Presencia. Также преподавал в Высшем университете Сан-Андреса.
Начиная с 1971 года, живёт в Мадриде. Изгнание и эмиграция наложили существенную печать на его произведения.
В 1972 году Шимосе был удостоен премии Дома Америк (Casa de las Américas) за поэтический сборник «Хочу писать стихи, а получается пена» (Quiero escribir, pero me sale espuma). В 1999 году он получил Национальную культурную премию Боливии.
Член Боливийской Академии языка и Испанской ассоциации искусствоведов.

## Творчество
С момента выхода Triludio en el exilio («Мелодия изгнания», «Трилудио в изгнании») в 1961 году поэт опубликовал ещё 8 поэтических сборников: Sardonia («Сардоническое», 1967), Poemas para un pueblo («Стихи для народа», 1968), Caducidad del fuego («Срок годности огня»), Al pie de la letra («Буква закона»), Reflexiones maquiavélicas («Макиавелливские размышления»), Bolero de caballería, Riberalta и Poemas («Стихи»). Другие публикации включают книгу рассказов El Coco se llama Drilo и Diccionario de autores iberoamericanos («Словарь латиноамериканских авторов»).
Шимосе наиболее известен своей политически вдохновенной поэзией, затрагивающей темы национальной идентичности и социального освобождения. Начинал как ярко віраженный социальный поэт, даже певец герильи, что заметно по его сборнику «Стихи для народа». Поэт отдал дань как реалистичной, так и метафорической манере письма. Общую направленность его поэзии можно очетить словами самого автора: «Никто нас не знает, боливийцы. Мы — чума, забвение».
Некоторые из его книг и стихов были переведены на другие языки, такие как английский, немецкий, французский, арабский, турецкий, русский, голландский и т. д.